# Колос на Нерон
Колосът на Нерон е огромна бронзова статуя на император Нерон, която той поставя в своя Златен дом – неговата дворцова резиденция на хълма Палатин. Според Плиний Стари тя е била направена от мрамор.
Статуята е проектирана от гръцкия архитект Зенодор и е достигала 100 – 120 римски фута (37 м) на височина.
След края на управлението на Нерон новият император Веспасиан, заради неприязънта си към него, я преименува в статуя на бога слънце Хелиос (на латински: Colossus Solis). Император Адриан премества статуята до Колизеума, като я полага върху каменна основа. Комод реконструира статуята в своя собствена, но след смъртта му тя е възстановена. За последно е спомената през 4 век.
Много експерти се убедени, че названието Колизей идва именно от тази статуя.